# Josef Witiska
 (juillet 2011).
Si vous disposez d'ouvrages ou d'articles de référence ou si vous connaissez des sites web de qualité traitant du thème abordé ici, merci de compléter l'article en donnant les références utiles à sa vérifiabilité et en les liant à la section « Notes et références ».
Josef Witiska (né le 5 juillet 1894 à Iglau et mort en 1946) était un juriste autrichien, et un officier SS.

## Biographie
Après l'Anschluss, il rejoint la Gestapo et devient SS. À partir du 10 septembre 1944, Witiska a été employé comme chef de l'Einsatzgruppe H en Slovaquie. À la suite de la persécution des Juifs par les Einsatzgruppen et la garde Hlinka, qui ont coopéré avec eux, près de 9000 Juifs de Slovaquie ont été déportés via des camps de concentration vers Auschwitz, Sachsenhausen et Theresienstadt. En plus des Juifs transférés dans les camps de concentration, il y en avait des milliers d'autres, y compris des victimes juives. Witiska occupe depuis la mi-novembre 1944 le poste de commandant de la police de sécurité (BdS) en Slovaquie.
Après la guerre, il a été arrêté et interné dans la zone d'occupation américaine. Avant son extradition vers la Tchécoslovaquie, il s'est suicidé probablement en 1946. Le tribunal de district de Graz déclara Witiska le 6 novembre 1947 officiellement décédé